# Gerhard Röthler

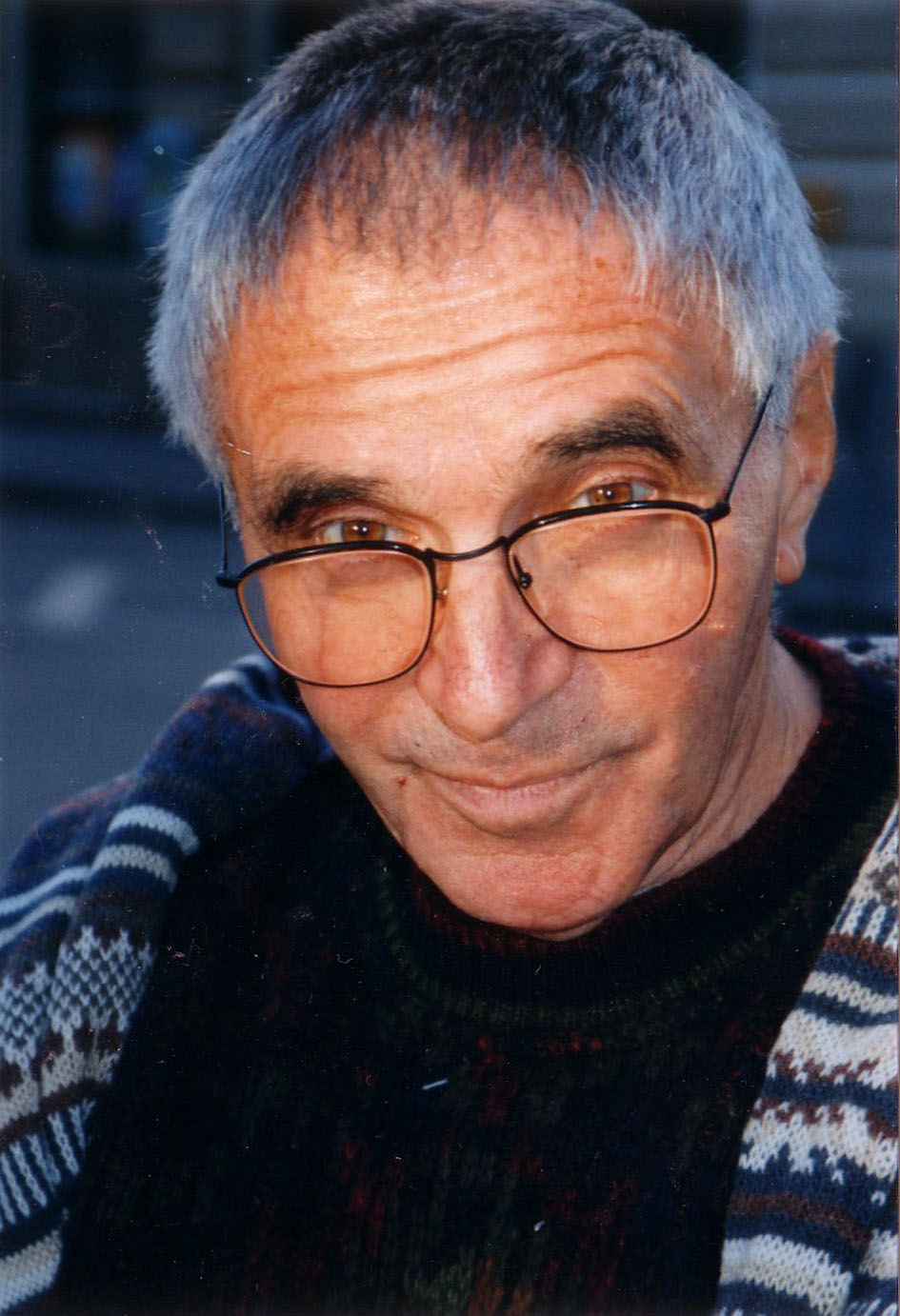
Gerhard Röthler (1990er Jahre)

Gerhard Röthler (* 29. Oktober 1920 in Breslau; † 18. Oktober 1999 in Salzburg) war ein deutsch-österreichischer Musiker, Musikwissenschaftler und Musiklehrer. Er war Professor am Mozarteum Salzburg.

## Leben
Gerhard Röthler erhielt in Breslau Klavierunterricht von Professor Hirsch-Kaufmann und Violinunterricht von Elishewah Szépazsy. 1939 konnte er nach Palästina emigrieren und dadurch den Holocaust überleben. Er arbeitete als Landarbeiter und Gärtner und studierte Kontrabass. 1945 erhielt er von der Wehrbetreuung des britischen Militärs ENSA ein erstes Engagement.
Nach Engagements an der Oper Tel Aviv und dem jemenitischen Tanztheater INBAL holte Gerhard Röthler 1958 bis 1963 an den Staatlichen Hochschulen für Musik in Köln und Berlin sein reguläres Musikstudium nach. In Berlin arbeitete er zuerst als Musiktherapeut im klinischen Bereich an der Landesnervenklinik Berlin-Spandau. Vom Deutschen Akademischen Austauschdienst (DAAD) wurde ihm ein Stipendium zur Erforschung des Standes der Musiktherapie in den USA (1965/66) gewährt.
Seit 1968 unterrichtete er am Mozarteum Musiktheorie. 1981 wurde er zum ordentlichen Professor für Cembalo und Musiktheorie ernannt.
1983 erschien das von Gerhard Röthler im Auftrag des Artemis & Winkler Verlages übersetzte und neu bearbeitete Buch Playing the Harpsichord.
Sein Sohn David Röthler leistete 1993/94 Gedenkdienst in Yad Vashem.